# Тонга во Второй мировой войне
Королевство Тонга как британский протекторат вступило во Вторую мировую войну на стороне стран Антигитлеровской коалиции 3 сентября 1939 года, объявив войну Германии. В отличие от других британских протекторатов, королевство Тонга сохраняло относительную самостоятельность, в том числе государство имело национальные вооруженные формирования. Во время войны японское командование не предпринимало попыток высадки на острова, но подданные королевства участвовали в боях, кроме того над территорией Тонга, как и в современных территориальных водах королевства происходили боестолкновения с японской авиацией и флотом.

## Участие Тонга в боевых действиях

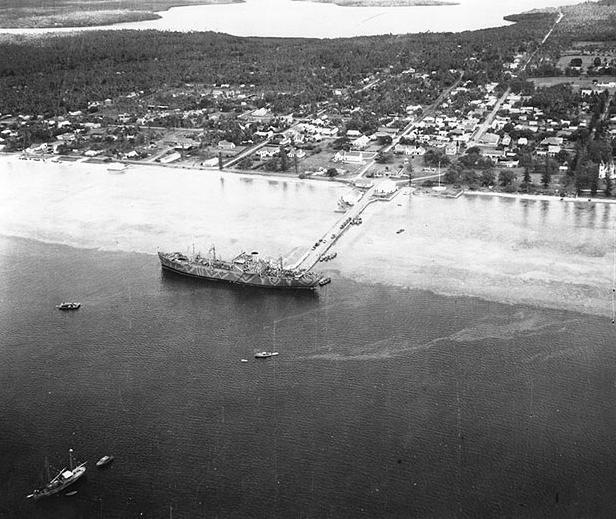
Транспорт «Бетельгейзе» у пирса острова Тонгатапу, 8 июня 1942 год.

Тонга, несмотря на свой статус, официально объявило об участии в войне через неделю после Новой Зеландии. В борьбе с Германией, в отличие от Первой мировой войны, королевство участие не принимало. Но с усилением угрозы вторжения со стороны Японии в дополнение к уже существовавшей королевской гвардии, в начале Второй мировой войны были созданы Силы обороны (Tonga Defense Force (TDF)), которые включали в себя боевые и вспомогательные части. К ноябрю 1941 года, в TDF было 13 офицеров и унтер-офицеров из Новой Зеландии и 442 тонганцев, в составе батальонной группы которая в свою очередь состояла из 4 рот. Рассчитывали, что в случае нападения со стороны Германии (немецких рейдеров) или японских сил, обороняться будет только крупнейший остров — Тонгатапу. Кроме того на всех крупных островах были построены 13 наблюдательных станций. Численность формирования постепенно росла, к 1942 году TDF насчитывали уже 700 военнослужащих, к 1943 году численность Сил обороны достигла более чем 2000 человек, эти войска участвовали в боях на Соломоновых островах в составе войск Новой Зеландии. Британское содружество передало силам обороны легкую бронетехнику, которая использовалась в основном для учебных целей и зенитные орудия. Надо заметить, что младший офицерский состав до уровня первого лейтенанта комплектовался практически только из жителей Тонга. Силы обороны были распущены к концу войны (вновь сформированы в 1946 году).

## Иностранное военное присутствие

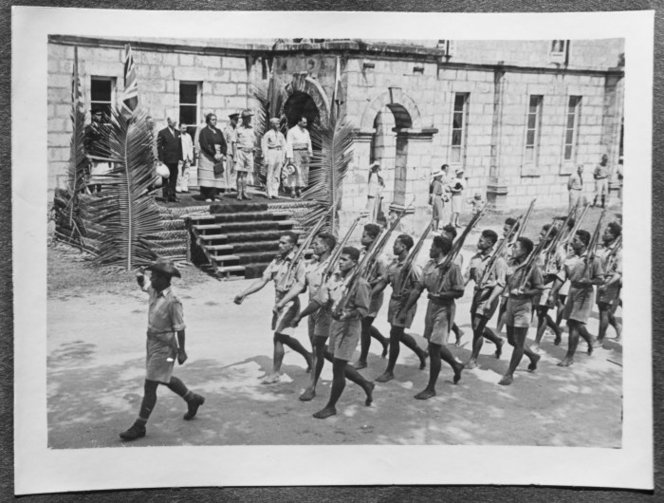
Парад военнослужащих Тонги по поводу капитуляции Италии

В 1942 году на острове Тонгатапу была построена американская военно-морская база. Туда прибывали войска из Новой Зеландии и США. Только в 1942 году на острова были переправлены 7800 военнослужащих армии США. Общее командование было возложено на бригадного генерала Benjamin C. Lockwood. Кроме того, в 1942 году был построен военный аэродром Фуаамоту. Первая полоса была построена для американских военных (планировали использовать тяжёлые бомбардировщики типа B-17, B-24 и B-29), которые должны были выполнять бомбардировки территорий, оккупированных Японской империей.
Отношение к пребыванию на островах американских военных у тонгайцев двоякое. С одной стороны, в случае нападения со стороны Японии, США предприняло бы все действия для обороны королевства. Кроме того, было построено около 60 км дорог с твердым покрытием, уже упоминавшийся аэродром, удлинен пирс в порту Нукуалофа и проведена первая канализация. С другой стороны, наплыв большого количества солдат иностранной державы серьёзно подорвал самобытность нации, было поставлено большое количество ранее практически неизвестных продуктов, таких как алкоголь и табак. Это также негативно сказалось на здоровье и культуре.

## Известные участники второй мировой войны — уроженцы Тонга
Самым известным тонгайцем, который участвовал в войне, был племянник королевы Тонга Салоте Тупоу III барон Ваеа (в дальнейшем премьер-министр королевства). После окончания летной школы в 1942 году барон служил пилотом Королевских ВВС Новой Зеландии, летая на патрульной летающей лодке Consolidated PBY Catalina. Свою службу он закончил в 1945 году, имея неподтверждённую победу над японской подводной лодкой (предположительно, I-39). Это произошло в современных территориальных водах королевства.